# Kick (2009)
Kick é um filme de comédia de ação produzido na Índia, dirigido por Surender Reddy e lançado em 2009.